# باسكال (بلدية)
باسكال (بالأذرية: Basqal، بالإنجليزية: Basqal، بالفارسية: باسقال): هي مستوطنة وبلدية في مقاطعة إسماعيلي في أذربيجان. عدد سكانها 200 نسمة.